# 박지 (만화가)
박지(본명: 최성윤, 1996년 1월 16일~)는 대한민국의 만화가, 인터넷 방송인이다.
2016년, 레진코믹스에서 별의 아이,센츄리온!을 연재하면서 웹툰 작가로 데뷔했다. 2017년부터는 레진코믹스에서 자살소년의 연재를 시작했고,2024년에는 남고소년을 연재하고 있다.
트위치 스트리머로도 활동하고 있으며 주로 그림방송을 진행하고 있다.

## 작품
- 별의 아이,센츄리온!
- 자살소년
- 슬레이브 B(그림 작가)